# アレクサンダー郡 (イリノイ州)
アレクサンダー郡 (英: Alexander County) はアメリカ合衆国イリノイ州最南端に位置する郡である。人口は9,590人（2000年）である。郡庁所在地はカイロである。

## 地理
アメリカ合衆国統計局によると、この郡は総面積654 km2 (253 mi2) である。このうち612 km2 (236 mi2) が陸地で42 km2 (16 mi2) が水域である。総面積の6.40%が水域となっている。

### 隣接する郡
- ユニオン郡（北）
- プラスキ郡（東）
- バラード郡 (ケンタッキー州)（東）
- ミシシッピ郡 (ミズーリ州)（南）
- スコット郡 (ミズーリ州)（西）
- ケープジラード郡 (ミズーリ州)（北西）

## 歴史
アレクサンダー郡は、1819年にユニオン郡から分離独立した。郡の名前は、1822年にイリノイ州議会議員となったウィリアム・M・アレクサンダー (William M. Alexander) にちなんでいる。

## 人口統計

2000年のアレクサンダー郡の人口ピラミッド

以下は2000年国勢調査における人口統計データを参照している。
| 基礎データ - 人口: 9,590人 - 世帯数: 3,808世帯 - 家族数: 2.475家族 - 人口密度: 16.0人/km²（41.0人/mi²） - 住居数: 4,591軒 - 住居密度: 8.0軒/km²（19.0軒/mi²） 人種別人口構成 - 白人: 62.98% - アフリカン・アメリカン: 34.90% - ネイティブ・アメリカン: 0.28% - アジア人: 0.36% - 太平洋諸島系: 0.02% - その他の人種: 0.54% - 混血: 0.91% - ヒスパニック・ラテン系: 1.44% 世帯と家族（対世帯数） - 18歳未満の子供がいる: 30.00% - 結婚・同居している夫婦: 44.10% - 未婚・離婚・死別女性が世帯主: 17.50% - 非家族世帯: 35.0% - 単身世帯: 32.30% - 65歳以上の老人1人暮らし: 15.30% - 平均構成人数 - 世帯: 2.36人 - 家族: 2.99人 | 年齢別人口構成 - 18歳未満: 25.80% - 18-24歳: 7.70% - 25-44歳: 26.60% - 45-64歳: 22.90% - 65歳以上: 16.90% - 年齢の中央値: 38歳 - 性比（女性100人あたり男性の人口） - 総人口: 98.60 - 18歳以上: 96.10 収入と家計 - 収入の中央値 - 世帯: 26,042米ドル - 家族: 31,824米ドル - 性別 - 男性: 29,133米ドル - 女性: 18,966米ドル - 人口1人あたり収入: 16,084米ドル - 貧困線以下 - 対人口: 26.10% - 対家族数: 21.20% - 18歳未満: 38.60% - 65歳以上: 14.80% |

## 都市及び町
- カイロ
- East Cape Girardeau
- Tamms
- Thebes